# 栃木県立宇都宮東高等学校・附属中学校
栃木県立宇都宮東高等学校・附属中学校（とちぎけんりつ うつのみやひがしこうとうがっこう・ふぞくちゅうがっこう 英称:Tochigi prefectural Utsunomiya Higashi junior & senior high school）は、栃木県宇都宮市石井町にある県立高等学校・中学校。栃木県内では初の県立中高一貫校である。

## 特色
- 高校の通称は「宇東」（うとう）。市内では「東高」（ひがしこう）「東」（ひがし）とも。
- 中学校の通称は「宇東附中」（うとうふちゅう）。
- 2024年4月現在、佐野高・附中/矢板東高・附中とともに、栃木県立では3校のみの中高一貫校である。
- 中高一貫校の為、学区は県内全域の全県一学区となっている（附属中開校前は宇都宮学区）[4]。
- 昭和30年代の高等学校生徒の急増対策として、1963年（昭和38年）1月1日に新設された[5]。
- 創立当初から男子校（公立の宇都宮学区では栃木県立宇都宮高校と栃木県立宇都宮東高校の2校のみ）であったが、中高一貫の附属中学校の設立・進級に伴い、2010年（平成22年）4月より高校1年生が初の男女共学に[3]。2012年（平成24年）3月の高校卒業予定者が最後の男子校生となり、2012年（平成24年）4月をもって完全に男女共学となる[3]。
- 付属中は1学年当たり3クラスで編成され、高等学校は、当付属中以外の中学校から特色選抜で入学する生徒を含め、1学年4クラスで編成される。

## 沿革
- 1963年（昭和38年）
  - 1月1日 - 栃木県立宇都宮東高等学校（男子校）が設置される[5]
  - 4月1日 - 栃木県立宇都宮東高等学校が開校
  - 5月11日 - 開校式を行う[5]。この日を創立記念日に制定。
- 1964年（昭和39年） - 校歌制定。
- 1993年（平成5年） - 創立30周年記念モニュメント設置。
- 2006年（平成18年）4月1日 - 附属中学校が設置される。
- 2007年（平成19年）
  - 4月1日 - 附属中学校が開校。
  - 5月11日 - 附属中学校の開校式を行う。
- 2010年（平成22年）4月 - 男女共学が開始される
- 2012年（平成24年）4月 - 全学年が男女共学となる

（栃木県立宇都宮東高等学校・附属中学校 学校案内 - 沿革詳細 より）

## 著名な卒業生
- 高橋克法[6] - 参議院議員、元高根沢町長
- 大谷範雄 - 元那須烏山市長
- 植木宏 - 元メルシャン社長、元キリンビールマーケティング社長
- 細内信孝 - 社会学者、元埼玉女子短期大学客員教授
- 大井剛史 - 東京佼成ウインドオーケストラ正指揮者
- 左近径介 - リュート奏者
- 宇塚博之 - ミュージシャン（ストレンジドラマ）
- かしぶち哲郎 - ドラマー、シンガーソングライター（はちみつぱい、ムーンライダーズ）
- 北山真 - シンガーソングライター（新●月）、クライマー
- 野澤享司 - シンガーソングライター、ギタリスト
- 浜崎貴司 - シンガーソングライター（FLYING KIDS）、俳優
- 加藤英彦 - ギタリスト（FLYING KIDS）
- 高松信司 - アニメーション監督
- 鈴木智 - 脚本家
- 門井慶喜 - 小説家
- 井上マー - お笑いタレント
- 荒川岳士 - 元陸上競技短距離走選手（1991年全国高校総体100m、200m優勝。100mは当時大会新記録の10秒30）